# Finanzrechnung
Die Finanzrechnung ist im Rechnungswesen ein Bestandteil des Jahresabschlusses und des Haushaltsplans.

## Allgemeines
Es gibt sowohl in der Doppik (Unternehmen) als auch in der Kameralistik (öffentliche Haushalte) eine Finanzrechnung. Die Finanzbuchhaltung setzt sich aus der Bilanz (Kameralistik: Vermögensrechnung), Gewinn- und Verlustrechnung (Kameralistik: Ergebnisrechnung) und Kapitalflussrechnung (Kameralistik: Finanzrechnung) zusammen.
Die Finanzrechnung ist bei Unternehmen eine sachlich und zeitlich differenzierte Darstellung der Ein- und Auszahlungen eines Unternehmens innerhalb einer Rechnungsperiode. Hauptzweck ist die Kontrolle und Steuerung der Zahlungsströme zur Wahrung der finanziellen Stabilität. Den Ein- und Auszahlungen wird der Kassenbestand zur Ermittlung der Liquidität hinzugefügt.
Bei öffentlichen Haushalten ist die Haushaltsrechnung (Kameralistik) traditionell eine Finanzrechnung zur Dokumentation, Überwachung und Steuerung von Geldströmen. Die Finanzrechnung (auch Haushaltsrechnung genannt) gibt im öffentlichen Haushalt die Einzahlungen und Auszahlungen und damit die Änderung des Zahlungsmittelbestandes wieder. Dabei stellt die direkte Finanzrechnung den zahlungsgleichen Erträgen die zahlungsgleichen Aufwendungen gegenüber, um den Cashflow zu ermitteln.

## Inhalt
Die Finanzrechnung kann rückwirkend oder als Planungsrechnung aufgestellt werden. Sie besteht aus Stromgrößen, deren Saldo einen Liquiditätsüberschuss oder ein Liquiditätsdefizit ergibt. Die Finanzrechnung stellt den Ausgaben die Einnahmen gegenüber, ihr Saldo ist der Liquiditätssaldo (Kassenbestand). Dieser wiederum wird durch das übrige Vermögen ergänzt und in der Bilanz den Schulden und dem Eigenkapital gegenübergestellt.
Unternehmen
Allerdings sieht in der Praxis die Doppik keine systematisch mit Bilanz und Erfolgsrechnung verzahnte Finanzrechnung vor; deshalb ersetzt die Kapitalflussrechnung die Finanzrechnung. Die Finanzrechnung stellt eine notwendige Ergänzung zur Vermögens- und Ergebnisrechnung dar. Sie ist jedoch für die kaufmännische Buchführung bei Einzelunternehmen gesetzlich nicht vorgeschrieben. Die Kapitalflussrechnung wird nachträglich erstellt und leitet sich aus Daten der Bilanz und Gewinn- und Verlustrechnung ab.
Öffentliche Verwaltung
Die kommunale doppische Finanzrechnung wird dagegen fortlaufend mitgeführt und ist notwendiger Bestandteil des Haushaltsplans und des doppischen Jahresabschlusses. Die Finanzrechnung gehört zu den elementaren Bestandteilen des doppischen Haushaltsplans. Auf Ebene der Bundesländer gibt es einen Kontenrahmen, der Finanzkonten (Kontenklassen 6 und 7) vorgibt, die zum Bilanzstichtag in die Finanzrechnung einfließen. Mit der Finanzrechnung werden die Zahlungsflüsse erfasst und abgebildet, indem die Eingänge und die Ausgänge liquider Mittel nach dem Bruttoprinzip (Verrechnungsverbot) gegenübergestellt werden. Außer in der Jahreseröffnungsbilanz gibt es bei den Finanzkonten keinen Anfangsbestand; diese werden täglich abgeschlossen und somit die Soll- und Istbestände im Tagesabschlussbuch übernommen.

## Rechtsfragen
Gemäß § 297 HGB besteht der Konzernabschluss aus der Konzernbilanz, der Konzern-Gewinn- und Verlustrechnung, dem Konzernanhang, der Kapitalflussrechnung und dem Eigenkapitalspiegel. Die Kapitalflussrechnung als doppisches Pendant zur Finanzrechnung ist deshalb nur für den Konzernabschluss gesetzlich vorgeschrieben. Nach § 95 Abs. 2 GO NRW setzt sich der kommunale Jahresabschluss aus Ergebnisrechnung, Finanzrechnung, Teilrechnungen und der Bilanz (Vermögensrechnung) zusammen.